# Seid
Seid (staronordyckie seiðr) – forma szamanizmu (nie magii), uprawiana przez przedchrześcijańskich wikingów. Termin ten odnosi się również do nowożytnych rekonstrukcji i kopii tych praktyk. Seid, czyli norrøn sjamanisme, powiązane było z podróżami astralnymi, transem szamańskim, leczeniem, zielarstwem, używaniem run, śpiewaniem gardłowym run, bębnieniem szamańskim, tańcem itp. Jak w większości przypadków tak i tutaj ważnym elementem był rytm.
Praktykującymi magię seid były głównie kobiety (seiðkonur). Bogowie, na czele z Freją również uprawiali seid. Jedynym mężczyzną-bogiem zajmującym się seid był Odyn. Z seidr miała związek żona Odyna - Frigg Wszystkowiedząca. Za przykład odmiany seidr - spae mogą posłużyć wikińskie Norny. Seidkone u wikingów była uważana za świętą.
Podczas seansu seiðkone (kobieta seid, żona seid) wchodziła w pewien rodzaj transu, podczas którego doświadczały uczucia „odcieleśnienia”, lub „pożyczania” ciała, podróży przez czas i przestrzeń do innych światów (por. płaszcz bogini Freyji z ptasich piór, oraz koń Odyna - ośmionogi Sleipnir - jako archetypy sposobów podróży astralnych) itp. Odmianą seid jest galdr, czyli inkantowanie run i pieśni mających wprowadzać w stan transu, jednak galdr ma znaczenie również mnemotechniczne. Galdr było raczej domeną mężczyzn, tak jak seid - kobiet. Kobiety seid (seidkonur) dzielą się na kilka grup. Najważniejszymi są: seidr-kone, spae-kone, volva. Podczas gdy volva zajmowała się sztuką pod względem dywinacyjnym, seidr-kone zajmowała się w sensie szamańskim (Zmieniam rzeczywistość poprzez sen). Seidr-kone nie używała raczej run w aspekcie profetycznym, ale by zmieniać rzeczywistość. W tym samym celu używane były węzły i nici. Atrybutem typowej volvy była różdżka (udowodnione archeologicznie), podczas gdy typowa seidr-kone obywała się bez różdżki, a nawet bez jakiegokolwiek rytuału magicznego. Spae rytuału najczęściej wymagało, czyste pierwotne seidr - nie (seidkone to NIE kapłanka i NIE czarownica). Seidr wytworzyło wiele odmian, jednak samo w sobie pozostało szamańskie, z szamańskimi zadaniami i praktykami.
Śpiew, zawodzenie seidr (najczęściej: śpiewanie run) może mieć swoje odniesienie w śpiewie joik Saamów i do ich Noaidevuohta. Zasięg seidr obejmował Skandynawię oraz Islandię.